# Jacques Le Goff
Jacques Le Goff (Toulon, 1. siječnja 1924. –  Pariz, 1. travnja 2014.) bio je francuski povjesničar.

## Životopis
Rođen je u Toulonu. Završio je École normale supérieure. Sveučilišnu karijeru započeo je u Školi za visoke studije društvenih znanosti (École des hautes études en sciences sociales). Pripadao je struji povjesničara okupljenih oko časopisa Annales. Le Goff je uz autore kao što su Pierre Chaunu, Michel Vovelle i Georges Duby pripadao trećoj generaciji „škole Anala”.
Također, Le Goff je ostavio dubog trag na području sinteze povijesti europskoga srednjega vijeka. Pripisuju mu se zasluge za oživljavanje žanra biografije kroz prikaze života francuskog kralja Luja IX. i Franje Asiškog.
Od 2000. bio je dopisni član Hrvatske akademije znanosti i umjetnosti (HAZU).
Preminuo je 1. travnja 2014. u Parizu.

## Djela na hrvatskom
- Intelektualci u srednjem vijeku, Grafički zavod Hrvatske, Zagreb, 1982.
- Srednjovjekovni imaginarij, Izdanja Antibarbarus, Zagreb, 1993.
- Civilizacija srednjovjekovnog Zapada, Golden marketing, Zagreb, 1998.
- Stara i naša Europa, Matica Hrvatska, Zagreb, 2004.
- Za jedan drugi srednji vijek - Vrijeme, rad i kultura na Zapadu, Izdanja Antibarbarus, Zagreb, 2011.

### Članci
- Medved, Marko. 2014. U spomen na povjesničara Jacquesa Le Goffa (1924. – 2014.). Riječki teološki časopis. Riječki teološki časopis. Rijeka. 44 (2): 491–494